# عريش قاسم (طور الباحة)

تعديل مصدري - تعديل

عريش قاسم هي إحدى قرى عزلة طور الباحة بمديرية طور الباحة التابعة لمحافظة لحج، بلغ تعداد سكانها 69 نسمة حسب تعداد اليمن لعام 2004.